# Eliézer Alfonzo
Eliézer "El Matatán" Jesús Alfonzo (Puerto La Cruz, Anzoátegui, Venezuela; 7 de febrero de 1979) es un receptor venezolano que jugó en las Grandes Ligas de Béisbol con los Colorado Rockies. Alfonzo batea y juega con la mano derecha. 
También es un veterano con 10 temporadas en las ligas menores. Su primera semana en las Grandes Ligas incluyó un Home run de dos carreras en su primer turno al bate, contribuyendo a la victoria de su equipo 6-4 contra los Mets. También anotó la carrera decisiva en otro partido contra los Piratas de Pittsburgh. A la defensiva, Alfonzo ha entrado como receptor abridor en varios encuentros.
Alfonzo entró en el equipo para reemplazar al receptor Mike Matheny, en reposo por lesión. Matheny podría reincorporarse al equipo a partir de 16 de junio.
Alfonzo juega también en la Liga Venezolana de Béisbol Profesional. Comenzó su carrera con los Caribes de Anzoátegui quienes en 2012 lo dejaron en libertad pasando a los Navegantes del Magallanes. En 2014 pasa a Bravos de Margarita tras un cambio por el lanzador Yusmeiro Petit y el infielder Jonathan Herrera. Alfonzo obtuvo dos anillos de campeón (2011 y 2013) ambos con Caribes y Navegantes, además de los premios al Jugador más Valioso y Productor del Año (2007-08).  
Alfonzo tiene el título de más jonronero en la Liga de Béisbol Profesional Venezolano tan solo por detrás del Alex Cabrera, estos dos jugadores han establecido records en la liga, a pesar de ser considerado el único Venezolano de la MLB en ser expulsado por reincidencia en el dopaje.
En el año 2019 finalmente pasa a retiro y en su honor la camiseta N.º 50 de los Caribes de Anzoátegui fue retirada.